# Eğil
Eğil là một huyện thuộc tỉnh Diyarbakır, Thổ Nhĩ Kỳ. Huyện có diện tích 499 km² và dân số thời điểm năm 2007 là 23608 người, mật độ 47 người/km².